# Steven Price
Steven Price (22 de abril de 1977) es un compositor británico de películas, conocido por su banda sonora en The World's End y Gravity, realizadas en 2013. Ganó el Premio Óscar a la mejor banda sonora por está última película, en el 2014.

## Vida y carrera
La pasión de Steven por la música comenzó a temprana edad: un guitarrista de la edad de cinco años, que llegó a alcanzar un primer grado en la clase de música de Emmanuel College en Cambridge. Después de graduarse, se fue a trabajar en Londres en el estudio de Gang of Four con el guitarrista/productor Andy Gill, para quien sería programador, contribuir en arreglos de cuerda, y realizar álbumes junto con artistas como Michael Hutchence y Bono.
Steven pasó a trabajar como programador, arreglista, compositor e intérprete con la música de cine Trevor Jones. Él proporcionó música adicional para proyectos como Trece días de Roger Donaldson; de Stephen Norrington The League of Extraordinary Gentlemen; de Frank Coraci: La vuelta al mundo en 80 días; la serie de televisión Dinotopia; y Crossroads de Tamra Davis, en la que también fue solista en la guitarra trabajando con la Orquesta Sinfónica de Londres.
Una recomendación de los estudios Abbey Road le trajo a la atención de Howard Shore, que conduce a Steven como el compositor y editor de música de las películas de Peter Jackson El Señor de los Anillos: las dos torres y El Señor de los Anillos: el retorno del Rey. Sus películas posteriores como editor de música incluyen Batman Begins de Christopher Nolan, por la que compartió con sus compañeros de los editores de música de una nominación a los premios Golden Reel; en su primer proyecto con el director Edgar Wright de la película The World's End, en la película de Nigel Godrich, Scott Pilgrim vs. the World en la que también colaboró con el compositor. Entre los otros compositores que ha trabajado y aprendido son Hans Zimmer, James Newton Howard, Harry y Rupert Gregson-Williams, Patrick Doyle, George Fenton, Dario Marianelli, y Anne Dudley.
Ha compuesto música para campañas publicitarias, tanto en el Reino Unido y en los Estados Unidos. Después de contribuir con música adicional para la película de Richard Curtis: The Boat That Rocked, compuso la partitura original para el éxito de la película Attack the Block de Joe Cornish, ganando 2 premios: uno de la Austin Film Critics Association y en el Festival Internacional de Cine Sitges-Cataluña. 
En 2013, Steven compuso  la banda sonora de la película de Alfonso Cuarón: Gravity, por el cual ganó un premio Óscar a la mejor banda sonora.

## Filmografía

### Compositor
| Año  | Película            | Director(s)                            | Estudio(s)                            |
| ---- | ------------------- | -------------------------------------- | ------------------------------------- |
| 2011 | Attack the Block    | Joe Cornish                            | Optimum Releasing                     |
| 2013 | The World's End     | Edgar Wright                           | Focus Features                        |
| 2013 | Gravity             | Alfonso Cuarón                         | Warner Bros. Pictures                 |
| 2014 | Fury                | David Ayer                             | Columbia Pictures                     |
| 2016 | Escuadrón suicida   | David Ayer                             | Warner Bros. Pictures                 |
| 2018 | Ophelia             | Claire McCarthy                        | IFC Films                             |
| 2019 | Wonder Park         | David Feiss Clare Kilner Robert Iscove | Paramount Pictures/Nickelodeon Movies |
| 2020 | Más allá de la luna | Glen Keane                             | Pearl Studios/Netflix                 |

### Departamento de música
- El Señor de los Anillos: las dos torres (2002) (como Steven Price)
- El Señor de los Anillos: el retorno del Rey (2003) (como Steven Price)
- La vuelta al mundo en 80 días (2004)
- Batman Begins (2005)
- Las vacaciones de Mr. Bean (2007)
- Nanny McPhee and the Big Bang (2010)
- Scott Pilgrim vs. the World (2010) (como Steven Price)
- Paul (2011)
- Marley (2012)[1]

## Premios y honores
En diciembre de 2013, recibió un premio en Dallas–Fort Worth Film Critics Association por la Mejor banda sonora por su trabajo en Gravity.
Premios Óscar
| Año  | Categoría          | Película | Resultado |
| ---- | ------------------ | -------- | --------- |
| 2014 | Mejor banda sonora | Gravity  | Ganador   |

Premios BAFTA
| Año  | Categoría          | Película | Resultado |
| ---- | ------------------ | -------- | --------- |
| 2014 | Mejor banda sonora | Gravity  | Ganador   |

Globos de Oro
| Año  | Categoría          | Película | Resultado |
| ---- | ------------------ | -------- | --------- |
| 2014 | Mejor banda sonora | Gravity  | Nominado  |